# Адикаевка (село)
Адика́евка — село в Каменском районе Пензенской области России, входит в состав Головинщинского сельсовета.

## География
Село расположено на берегу реки Чалбай в 8 км от административного центра сельсовета Головинщино и в 25 км на северо-запад от райцентра города Каменки.

## История
Впервые село упоминается в 1711 году как «деревня дикаева мурз и мурзинских крестьян Завального стана Пензенского уезда на ручье Челбай».
В 1720 татарские мурзы согласились на крещение и были включены в сословие мелкого уездного дворянства.
В 1855 году была построена деревянная церковь во имя Архангела Михаила.
С 1860 года село стало волостным центром Нижнеломовского уезда.
В 1896 году была открыта церковноприходская школа.
1 марта 1918 года в селе установлена советская власть.
В 1955 году была в составе Кочетовского сельсовета Головинщинского района, в селе находилась центральная усадьба колхоза «Страна Советов». С 1956 года в составе Каменского района, в 1980-е годы в составе Головинщинского сельсовета.

## Население
| 1719  | 1762  | 1785  | 1864  | 1877  | 1897  | 1911  |
| ----- | ----- | ----- | ----- | ----- | ----- | ----- |
| 113   | ↗688  | ↗1200 | ↗1411 | ↘1376 | ↗1380 | ↗1610 |
| 1926  | 1930  | 1939  | 1959  | 1979  | 1989  | 1996  |
| ↗1771 | ↗1893 | ↘1063 | ↘729  | ↘274  | ↘140  | ↘135  |
| 2002  | 2010  |       |       |       |       |       |
| ↘96   | ↘76   |       |       |       |       |       |

### Национальный состав
Согласно результатам переписи 2002 года, 98 % населения села составляют русские.